# Esapekka Lappi
Pour les articles homonymes, voir Lappi (homonymie).
Esapekka Lappi, né le 17 janvier 1991 à Pieksämäki, est un pilote de rallye finlandais. Il est sacré champion du monde des rallyes - 2 en 2016. 

## Biographie
Il commence la compétition en 2007, à 16 ans à peine sur Opel Astra GSi 16V.

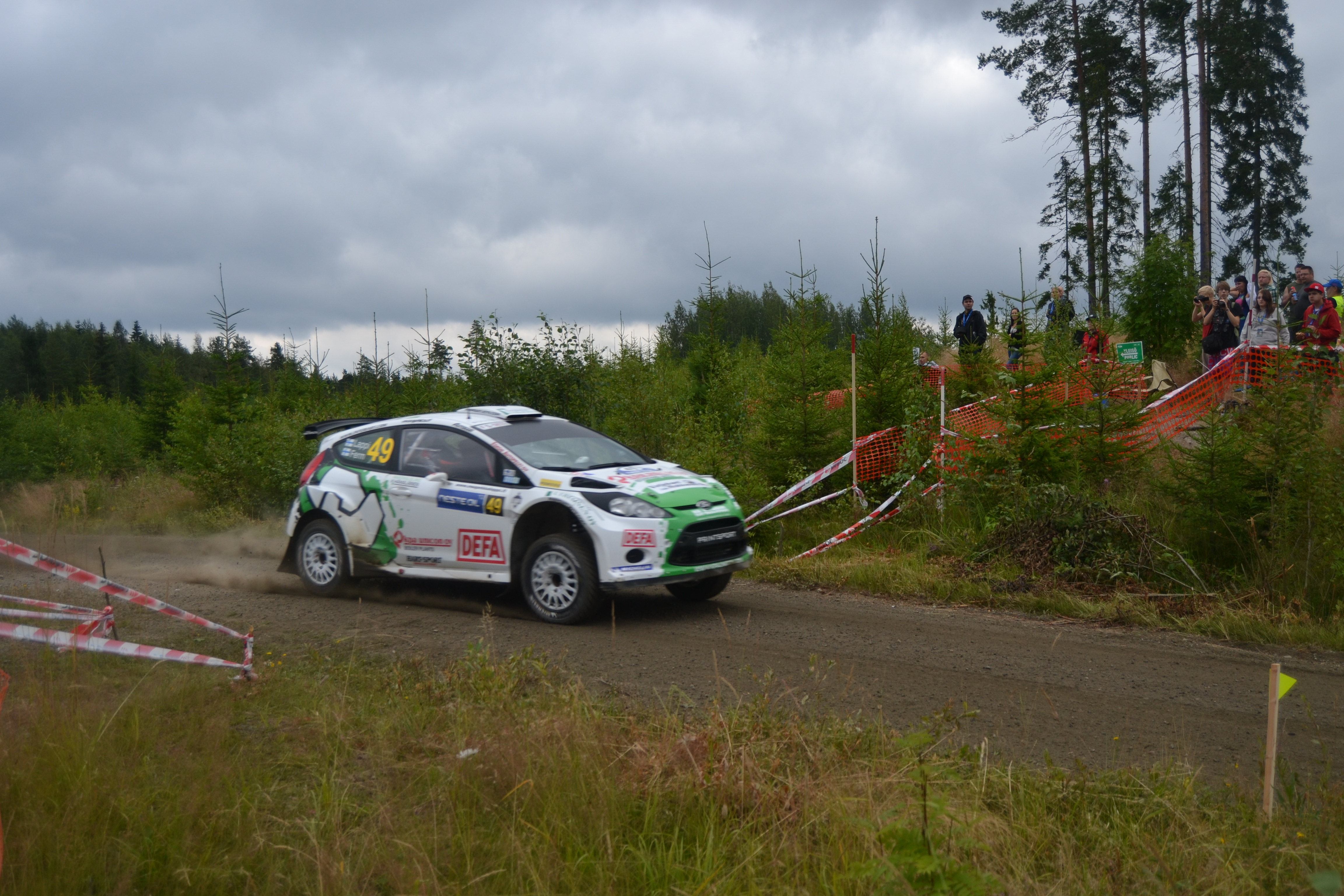
E.Lappi au rallye de Finlande en 2012.

Il devient champion de son pays alors qu'il n'a pas 22 ans, en 2012 pour sa troisième saison. Fait unique il remporte les neuf manches de la compétition. Face à de tels résultats Škoda Motorsport (en) l'engage d'ores et déjà pour trois courses en fin d'année: il en remporte deux. Le constructeur le confirme en 2013 et 2014.

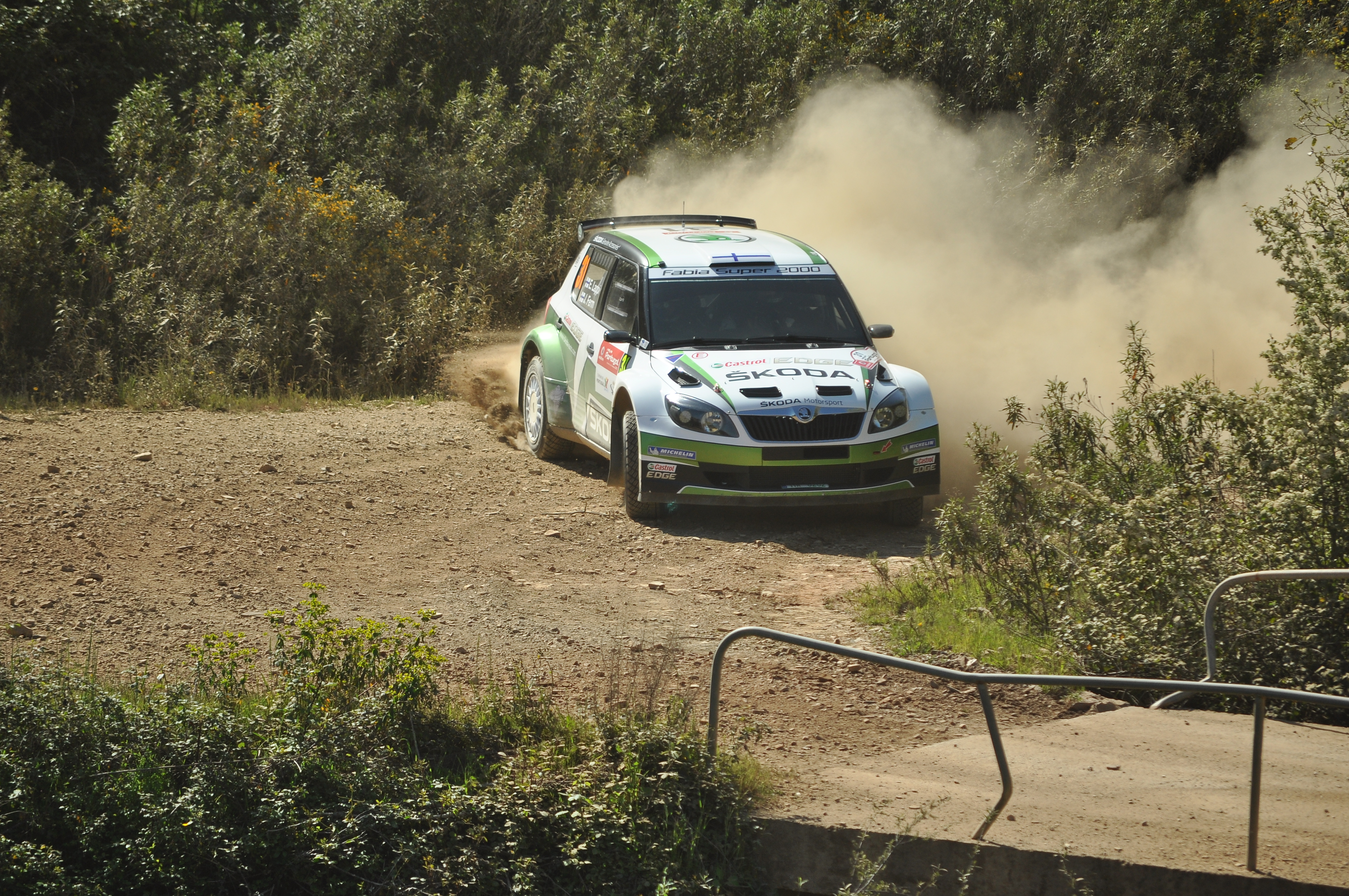
E.Lappi au rallye du Portugal en 2013.

En 2013 il mène de front une participation en Asie-Pacifique avec l'équipe MRF (6 épreuves, son coéquipier indien Gaurav Gill terminant le championnat en tête), en Europe (3), et en mondial catégorie WRC-2 (3). Quatrième sur le vieux continent grâce à  une seconde place au Sanremo et à un succès romand, il s'affirme désormais comme l'étoile montante précoce du championnat européen 2014.
Son compatriote Janne Ferm est son copilote depuis 2010. Il évolue depuis 2015 sur Škoda Fabia R5.
Avec trois victoires en 2014 (en Lettonie, Irlande et Suisse), il remporte avant même la dernière épreuve en Corse le Championnat d'Europe des rallyes (ERC), sur sa Škoda Fabia S2000, avec son habituel copilote et compatriote Janne Ferm à la suite du forfait de son équipier chez Škoda Motorsport -et seul rival alors encore pour le titre-, l'allemand Sepp Wiegand (en) (accidenté durant les essais du Tour de Corse).

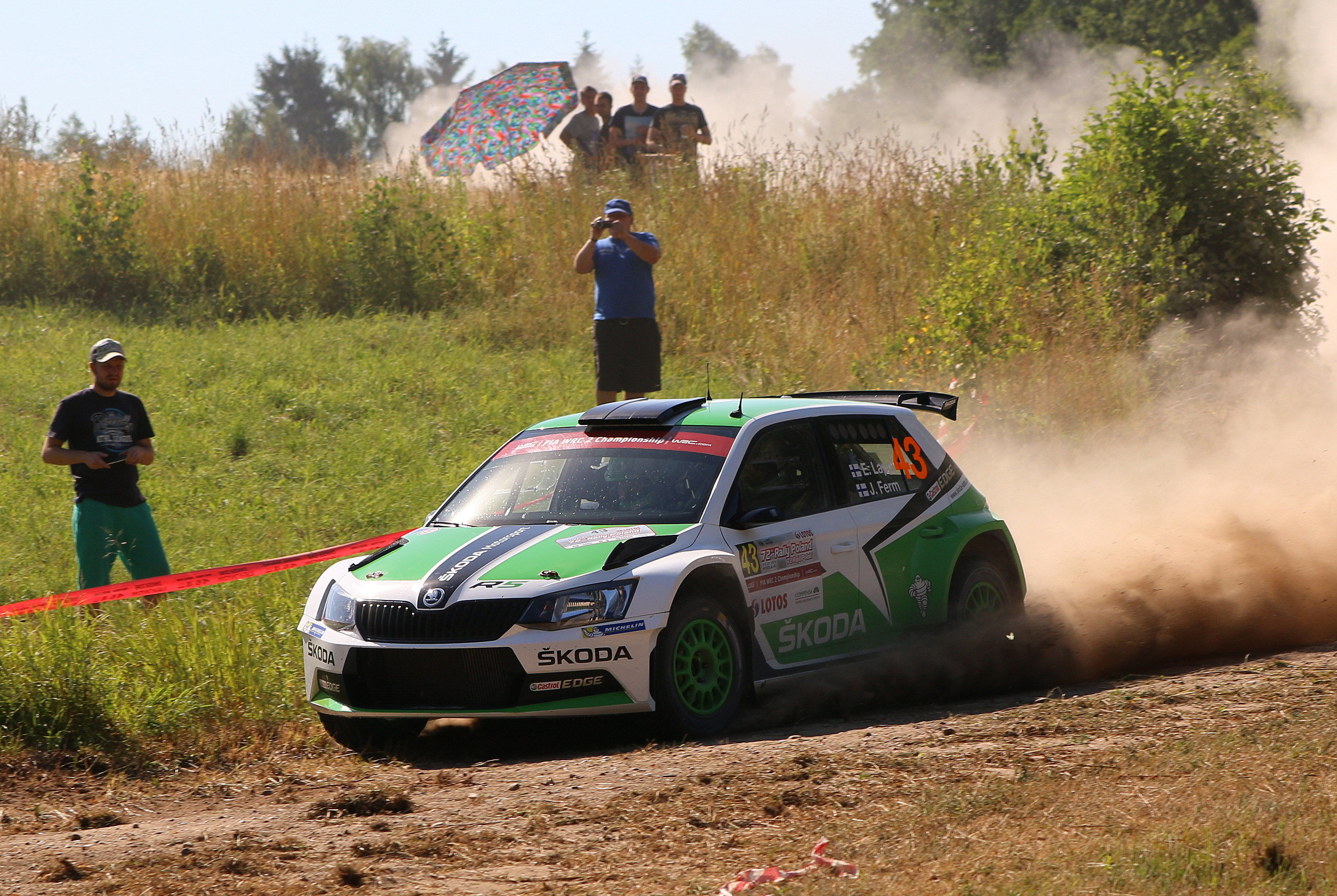
E.Lappi au rallye de Pologne 2015

Lors de la saison 2015, Esapekka Lappi poursuit sa progression avec Škoda Motorsport, il passe à l'échelon supérieur de manière permanente, avec un programme de huit manches en Championnat du Monde des rallyes WRC-2, il fait équipe avec Jan Kopecký et Pontus Tidemand. Pour cette nouvelle saison, il roule sur la nouvelle Skoda Fabia R5, qui remplace la Škoda Fabia S2000. Il remporte les manches polonaises et finlandaise du WRC-2 2015.
En 2016, il remporte quatre des neuf manches du Championnat du Monde des rallyes - 2 auxquelles il prend part avec sa Fabia R5, et s'adjuge le titre de champion pilote pour 10 points, devant son compatriote Teemu Suninen et le gallois Elfyn Evans.
Grâce à ses bonnes performances, il décroche une place dans l'équipe Toyota Motorsport, qui fait son retour en Championnat du Monde des rallye après plus de 17 ans d'absence.

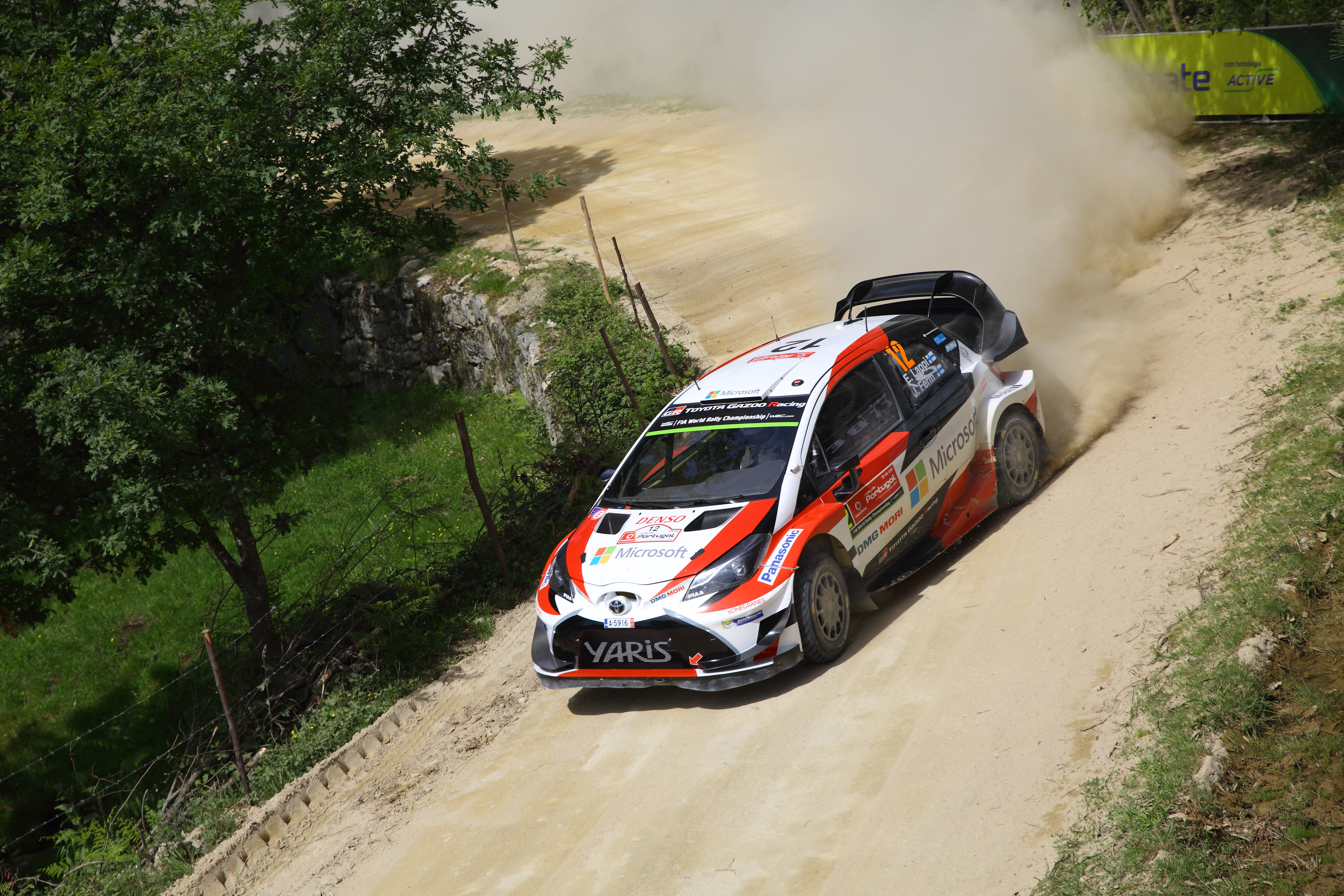
E.Lappi au rallye du Portugal 2017

Pour cette saison 2017, il est au volant de la Toyota Yaris WRC, avec comme coéquipiers, ses compatriotes Jari-Matti Latvala et Juho Hänninen. Il dispute sa première manche dans la catégorie reine au Rallye du Portugal, où il termine à la 10e place. Pour son second rallye en WRC, il termine a une honorable 4e place en Sardaigne, devant le champion du monde en titre Sébastien Ogier. Dès sa quatrième manche du championnat, chez lui, au Rallye de Finlande, il signe neuf meilleurs temps en spéciale, et remporte le rallye à la suite d'une lutte acharnée avec son coéquipier chez Toyota, Jari-Matti Latvala, qui est finalement victime d'une panne.
Il est annoncé en octobre 2018 qu'Esapekka Lappi est engagé par Citroën à compter de la saison 2019.
En 2020, Esapekka Lappi rejoint l'équipe M-Sport (Ford).

## Palmarès

### Titres
- Champion d'Europe des rallyes: 2014, avec Škoda;
- Champion du monde des rallyes WRC-2: 2016, sur Škoda;
- Champion de Finlande des rallyes: 2012, sur Ford Fiesta S2000 (Groupe SM1)

### Victoires

#### Victoires en Championnat d'Europe des rallyes (ERC)
| # | Saison | Rallye                      | Pays        | Copilote        | Voiture           |
| - | ------ | --------------------------- | ----------- | --------------- | ----------------- |
| 1 | 2012   | 69e Rallye de Pologne       | Pologne     | Janne Ferm (en) | Škoda Fabia S2000 |
| 2 | 2013   | 54e Rallye du Valais        | Suisse      | Janne Ferm      | Škoda Fabia S2000 |
| 3 | 2014   | 2e Rallye Liepāja-Ventspils | Lettonie    | Janne Ferm      | Škoda Fabia S2000 |
| 4 | 2014   | 72e Circuit d'Irlande       | Royaume-Uni | Janne Ferm      | Škoda Fabia S2000 |
| 5 | 2014   | 55e Rallye du Valais        | Suisse      | Janne Ferm      | Škoda Fabia S2000 |

#### Victoires en championnat du monde des rallyes (WRC)
| # | Saison | Rallye                 | Pays     | Copilote        | Voiture               |
| - | ------ | ---------------------- | -------- | --------------- | --------------------- |
| 1 | 2017   | 67e Rallye de Finlande | Finlande | Janne Ferm (en) | Toyota Yaris WRC (en) |
| 2 | 2024   | 71e Rallye de Suède    | Suède    | Janne Ferm      | Hyundai i20 N Rally1  |

#### Victoires en Championnat du monde des rallyes - 2 (WRC-2)
| # | Saison | Rallye                        | Pays        | Copilote   | Voiture                     |
| - | ------ | ----------------------------- | ----------- | ---------- | --------------------------- |
| 1 | 2013   | 47e Rallye du Portugal        | Portugal    | Janne Ferm | Škoda Fabia S2000           |
| 2 | 2015   | 72e Rallye de Pologne         | Pologne     | Janne Ferm | Škoda Fabia R5 (en)         |
| 3 | 2015   | 65e Rallye de Finlande        | Finlande    | Janne Ferm | Škoda Fabia R5              |
| 4 | 2016   | 66e Rallye de Finlande        | Finlande    | Janne Ferm | Škoda Fabia R5              |
| 5 | 2016   | 34e Rallye d'Allemagne        | Allemagne   | Janne Ferm | Škoda Fabia R5              |
| 6 | 2016   | 72e Rallye de Grande-Bretagne | Royaume-Uni | Janne Ferm | Škoda Fabia R5              |
| 7 | 2016   | 25e Rallye d'Australie        | Australie   | Janne Ferm | Škoda Fabia R5              |
| 8 | 2021   | Rallye Arctique WRC           | Finlande    | Janne Ferm | Volkswagen Polo GTI R5 (en) |
| 9 | 2021   | 54e Rallye du Portugal        | Portugal    | Janne Ferm | Volkswagen Polo GTI R5      |

### 2 victoires en APRC
- Rallye du Queensland: 2013;
- Rallye de Whangarei: 2013 (Nouvelle-Zélande, 2e au général);

### 9 victoires en championnat de Finlande
- Rallye de Riihimäki: 2012;
- Rallye Arctique : 2012;
- Rallye de Vaakuna: 2012;
- Rallye d'Ovisepät: 2012;
- Rallye de Pankki: 2012;
- Rallye O.K. Auto: 2012;
- Rallye Neste Oil: 2012;
- Rallye de Merikievari: 2012;
- Rallye Talotekniikka 10: 2012;

## Résultats

### Résultats détaillés en championnat du monde des rallyes
| Saison     | Rallye | Rallye | Rallye | Rallye | Rallye | Rallye | Rallye | Rallye | Rallye | Rallye | Rallye | Rallye | Rallye | Rallye | Rallye | Rallye | Points | Classement final |
| ---------- | ------ | ------ | ------ | ------ | ------ | ------ | ------ | ------ | ------ | ------ | ------ | ------ | ------ | ------ | ------ | ------ | ------ | ---------------- |
| 2011       | SUE    | MEX    | POR    | JOR    | ITA    | ARG    | GRE    | FIN    | ALL    | AUS    | FRA    | ESP    | GBR    |        |        |        | 0      | -                |
| 2011       | -      | -      | -      | -      | -      | -      | -      | 32e    | -      | -      | -      | -      | -      |        |        |        | 0      | -                |
|            |        |        |        |        |        |        |        |        |        |        |        |        |        |        |        |        |        |                  |
| 2012       | MON    | SWE    | MEX    | POR    | ARG    | GRE    | NZL    | FIN    | GER    | GBR    | FRA    | ITA    | ESP    |        |        |        | 0      | -                |
| 2012       | -      | -      | -      | -      | -      | -      | -      | 25e    | Ab.    | -      | -      | -      | -      |        |        |        | 0      | -                |
| S-WRC 2012 | -      | -      |        | -      |        |        | -      | 5e     |        | -      | -      |        | -      |        |        |        | 10     | 12e (S-WRC)      |
|            |        |        |        |        |        |        |        |        |        |        |        |        |        |        |        |        |        |                  |
| 2013       | MON    | SWE    | MEX    | POR    | ARG    | GRE    | ITA    | FIN    | GER    | AUS    | FRA    | ESP    | GBR    |        |        |        | 1      | 30e              |
| 2013       | Ab.    | -      | -      | 10e    | -      | -      | -      | 31e    | -      | -      | -      | -      | -      |        |        |        | 1      | 30e              |
| WRC-2 2013 | Ab.    | -      | -      | 1er    | -      | -      | -      | 11e    | -      | -      | -      | -      | -      |        |        |        | 25     | 16e (WRC-2)      |
|            |        |        |        |        |        |        |        |        |        |        |        |        |        |        |        |        |        |                  |
| 2015       | MON    | SWE    | MEX    | ARG    | POR    | ITA    | POL    | FIN    | GER    | AUS    | FRA    | ESP    | GBR    |        |        |        | 4      | 20e              |
| 2015       | -      | -      | -      | -      | 12e    | 17e    | 12e    | 8e     | 42e    | -      | 14e    | Ab.    | -      |        |        |        | 4      | 20e              |
| WRC-2 2015 | -      | -      | -      | -      | 2e     | 9e     | 1er    | 1er    | 13e    | -      | 2e     | Ab.    | -      |        |        |        | 88     | 4e (WRC-2)       |
|            |        |        |        |        |        |        |        |        |        |        |        |        |        |        |        |        |        |                  |
| 2016       | MON    | SWE    | MEX    | ARG    | POR    | ITA    | POL    | FIN    | GER    | CHN    | FRA    | ESP    | GBR    | AUS    |        |        | 16     | 12e              |
| 2016       | 9e     | 12e    | -      | -      | -      | 21e    | 14e    | 8e     | 7e     | An.    | -      | -      | 11e    | 8e     |        |        | 16     | 12e              |
| WRC-2 2016 | -      | 3e     | -      | -      | -      | 9e     | 3e     | 1er    | 1er    | An.    | -      | -      | 1er    | 1er    |        |        | 130    | 1er (WRC-2)      |
|            |        |        |        |        |        |        |        |        |        |        |        |        |        |        |        |        |        |                  |
| 2017       | MON    | SWE    | MEX    | FRA    | ARG    | POR    | ITA    | POL    | FIN    | GER    | ESP    | GBR    | AUS    |        |        |        | 62     | 11e              |
| 2017       | -      | -      | -      | -      | -      | 10e    | 4e     | Ab.    | 1er    | 21e    | Ab.    | 9e     | 6e     |        |        |        | 62     | 11e              |
|            |        |        |        |        |        |        |        |        |        |        |        |        |        |        |        |        |        |                  |
| 2018       | MON    | SWE    | MEX    | FRA    | ARG    | POR    | ITA    | FIN    | GER    | TUR    | GBR    | ESP    | AUS    |        |        |        | 126    | 5e               |
| 2018       | 7e     | 4e     | -      | 6e     | 8e     | 5e     | 3e     | Ab.    | 3e     | Ab.    | 3e     | 7e     | 4e     |        |        |        | 126    | 5e               |
|            |        |        |        |        |        |        |        |        |        |        |        |        |        |        |        |        |        |                  |
| 2019       | MON    | SWE    | MEX    | FRA    | ARG    | CHI    | POR    | ITA    | FIN    | GER    | TUR    | GBR    | ESP    | AUS    |        |        | 83     | 10e              |
| 2019       | Ab.    | 2e     | 13e    | 7e     | Ab.    | 6e     | Ab.    | 7e     | 2e     | 8e     | 2e     | 14e    | Ab.    | An.    |        |        | 83     | 10e              |
|            |        |        |        |        |        |        |        |        |        |        |        |        |        |        |        |        |        |                  |
| 2020       | MON    | SWE    | MEX    | EST    | TUR    | ITA    | BEL    | ITA    |        |        |        |        |        |        |        |        | 52     | 6e               |
| 2020       | 4e     | 5e     | Ab.    | 7e     | 6e     | Ab.    | An.    | 4e     |        |        |        |        |        |        |        |        | 52     | 6e               |
|            |        |        |        |        |        |        |        |        |        |        |        |        |        |        |        |        |        |                  |
| 2021       | MON    | FIN    | CRO    | POR    | ITA    | KEN    | EST    | BEL    | GRE    | FIN    | ESP    | ITA    |        |        |        |        | 22     | 12e              |
| 2021       | -      | 10e    | -      | 7e     | -      | -      | -      | -      | -      | 4e     | -      | -      |        |        |        |        | 22     | 12e              |
| WRC-2 2021 | -      | 1er    | -      | 1er    | -      | -      | -      | -      | -      | -      | -      | -      |        |        |        |        | 59     | 7e (WRC-2)       |
|            |        |        |        |        |        |        |        |        |        |        |        |        |        |        |        |        |        |                  |
| 2022       | MON    | SWE    | CRO    | POR    | ITA    | KEN    | EST    | FIN    | BEL    | GRE    | NZL    | ESP    | JPN    |        |        |        | 58     | 9e               |
| 2022       | -      | 3e     | 49e    | -      | 44e    | -      | 6e     | 3e     | 3e     | 22e    | -      | -      | -      |        |        |        | 58     | 9e               |
|            |        |        |        |        |        |        |        |        |        |        |        |        |        |        |        |        |        |                  |
| 2023       | MON    | SWE    | MEX    | CRO    | POR    | ITA    | KEN    | EST    | FIN    | GRE    | CHI    | UE     | JPN    |        |        |        | 113    | 6e               |
| 2023       | 8e     | 7e     | Ab.    | 3e     | 3e     | 2e     | 12e    | 3e     | Ab.    | 5e     | Ab.    | Ab.    | 4e     |        |        |        | 113    | 6e               |
|            |        |        |        |        |        |        |        |        |        |        |        |        |        |        |        |        |        |                  |
| 2024 *     | MON    | SWE    | KEN    | CRO    | POR    | ITA    | POL    | LET    | FIN    | GRE    | CHI    | UE     | JPN    |        |        |        |        |                  |
| 2024 *     |        |        |        |        |        |        |        |        |        |        |        |        |        |        |        |        |        |                  |

*Saison en cours

## Distinction
- Prix du Meilleur Pilote finlandais de l'année 2014[3].